# Померанцев, Олег Борисович
Олег Борисович Померанцев (23 августа 1908 — 7 октября 1993) — американский физик-оптик российского происхождения. Изобретатель методики компьютерного мониторинга глаза и сканирующего лазерного офтальмоскопа, участник разработки бинарного офтальмоскопа.

## Биография
Олег Померанцев родился 23 августа 1908 года (по другим данным — в 1910 году) в Санкт-Петербурге, в семье горного инженера, коллежского асессора Бориса Николаевича Померанцева. Семья осталась без отца в 1917 году. В 1918 году Олег проучился год в старшем подготовительном классе петербургской школы Карла Мая, однако затем семья Померанцевых покидает Россию, эмигрируя из Батуми в Стамбул. Следующей страной их проживания была Чехословакия, где Олег перенёс заболевание ревматоидным артритом.
В 1921 году Померанцевы оседают в Бельгии, где Олег получает среднее и высшее образование в колледже Нотр-Дам-де-ла-Пэ. Там он знакомится с будущим известным офтальмологом и членом Французского Сопротивления Чарльзом Скепенсом, дружба с которым сохранится на всю дальнейшую жизнь и во многом повлияет на судьбу Олега Померанцева. После окончания колледжа, Померанцев получил диплом инженера в университете Лувена. Работал в Югославии в качестве инженера горнодобывающей промышленности. Там же он был в 1943 году арестован оккупационными немецкими властями за антифашистскую деятельность, однако родственникам удалось его освободить за взятку. После освобождения Померанцев перебрался к брату Кириллу, жившему возле Парижа, и продолжил своё участие в движении Сопротивления.
После окончания Второй Мировой войны Олег Померанцев вместе с братом Кириллом организует несколько лесопильных и деревообрабатывающих предприятий в Биаррице, а затем переезжает из Франции в Бразилию, где строит завод пластмассовых изделий.
Научная карьера Олега Померанцева начинается в 1960 году, когда он по приглашению своего старого друга, Чарльза Скепенса, перебравшегося к тому времени из Бельгии в США, становится сотрудником Retina Foundation, филиала Гарвардской медицинской школы (Harvard Medical School) и посвящённого проблемам глаза и зрения. Расположенная в Бруклайне (штат Массачусетс), Retina Foundation впоследствии получила имя своего основателя и стала именоваться Schepens Eye Research Institute.
В этом научно-исследовательском институте Олег Борисович Померанцев проработал более 30 лет, совершил ряд важных изобретений в физике и офтальмологии, и воспитал множество учеников. Его фамилия числится среди выдающихся деятелей Schepens Eye Research Institute.
Находясь во Франции, которую Померанцев старался посещать каждый год, умер 7 октября в Тулузе от сердечной недостаточности, вызванной осложнением ревматоидного артрита — болезни, которой он страдал с детства. Похоронен в Бостоне.

## Научная деятельность
Начало работы Олега Померанцева в институте Скепенса совпало по времени с изобретением лазера. Померанцева сразу заинтересовал этот новый источник направленного света и свои дальнейшие исследования он проводил с применением лазеров.
К числу его изобретений новых диагностических и терапевтических инструментов можно отнести:
- первый сканирующий лазерный офтальмоскоп — прибора, который создаёт видеоизображение высокой чёткости внутренней части глаза;
- камера глазного дна «Экватор-Плюс», передающая полный обзор сетчатки глаза на одном снимке;
- совместно с Чарльзом Скепенсом разрабатывал налобный бинокулярный непрямой офтальмоскоп, передающий изображение глазного дна в трёх измерениях.

В конце жизни работал на длинноволновом лазере, используя его для терапии кровотечения из сосудов сетчатки. Заложил базовые принципы электронной офтальмологии, легшие в основу дальнейших разработок в этой области.

## Семья и личная жизнь
Олег Померанцев был женат дважды — первым браком на Ирине Померанцевой, от которой родились три дочери — Марина, Ирина и Энни, а также сын Андрей. Во время пребывания Померанцевых в Бразилии, Ирина погибла в автокатастрофе. После этого Померанцев с детьми перезжает во Францию, где некоторое время находится, проходя обучение в Парижской школе оптики, чтобы получить возможность присоединиться к исследованиями Скепенса. В Париже он встречает свою знакомую — Евгению Константиновну, урождённую Розеншильд-Паулин, с которой познакомился впервые в доме своего брата Кирилла в 1943 году. Вскоре пара поженилась, и Олег Борисович стал воспитывать ещё двух детей Евгении Константиновны от первого брака — Питера и Андрея Симеонидеса.
По воспоминаниям жены, Олег Борисович Померанцев был православным верующим и поклонником творчества проповедника и богослова Александра Шмемана, организовывал в своём доме в Бостоне ряд семинаров с его участием.
По характеру Померанцев был импульсивным, жизнерадостным и порывистым человеком: «Неожиданно он мог сорваться из-за стола и предложить всем немедленно ехать на океан. Однажды мы возвращались домой вечером. Страшно валил снег. Когда мы подъехали к нашему дому, оказалось, что въезд во двор завален сугробом. Олег тут же предложил ехать на ужин в соседний штат Коннектикут. И не важно, что ехать придется по опасным, еще не расчищенным дорогам не менее трех с половиной часов. Его спросили потом: «Неужели вам не было страшно? Неужели вы не понимали, что это было опасно?». Он ответил: «Вы знаете, у меня совсем нет воображения, и я даже и не мог себе представить, чего бояться» — воспоминала его жена.